# Frontière entre l'Afrique du Sud et le Lesotho
La frontière entre l'Afrique du Sud et le Lesotho est la frontière internationale séparant intégralement le Lesotho enclavé à l'intérieur de l'Afrique du Sud.
Son tracé, une boucle de 1 106 km, constitue de ce fait, l'unique frontière internationale de ce pays.
Maseru, la capitale lésothienne est aussi une ville frontalière puisqu'elle se situe sur la rivière Caledon qui forme une partie de la démarcation septentrionale.
La frontière nord- et sud-orientale coïncide avec la ligne de crête du Drakensberg, délimitant pour le Lesotho le bassin du fleuve Orange. La frontière ne peut être franchie que par quelques routes et des cols de montagne, dont Qacha's Nek et le Sani Pass.
L'existence du bantoustan « indépendant » du Transkei entre 1976 et 1994, créé par le régime Sud-africain, n'aura pas d'incidence sur les quelque 200 kilomètres du tracé sud de la frontière séparant le Lesotho de cette entité, d'ailleurs non reconnue par l'ONU.

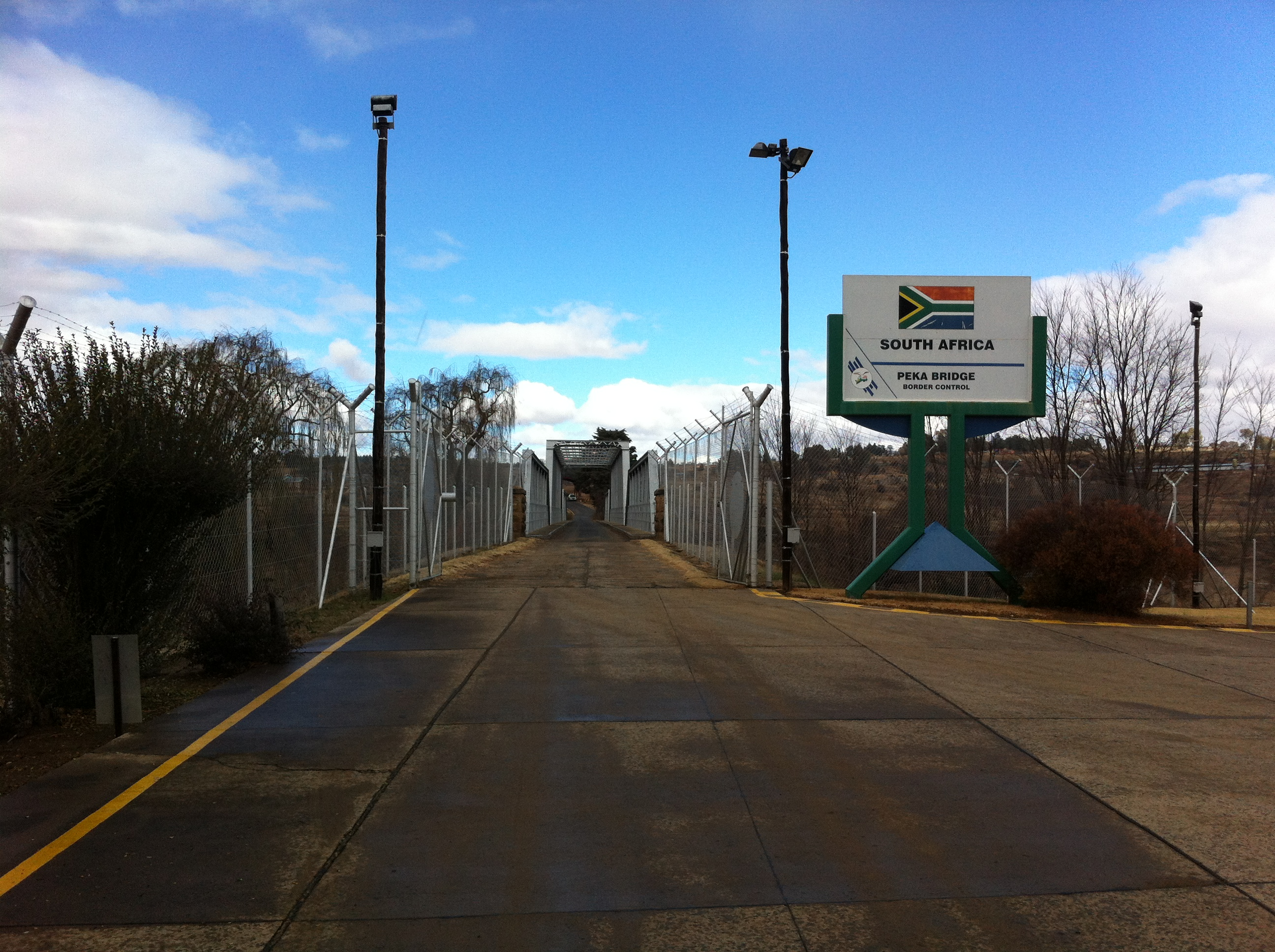
Entrée par le pont de Peka
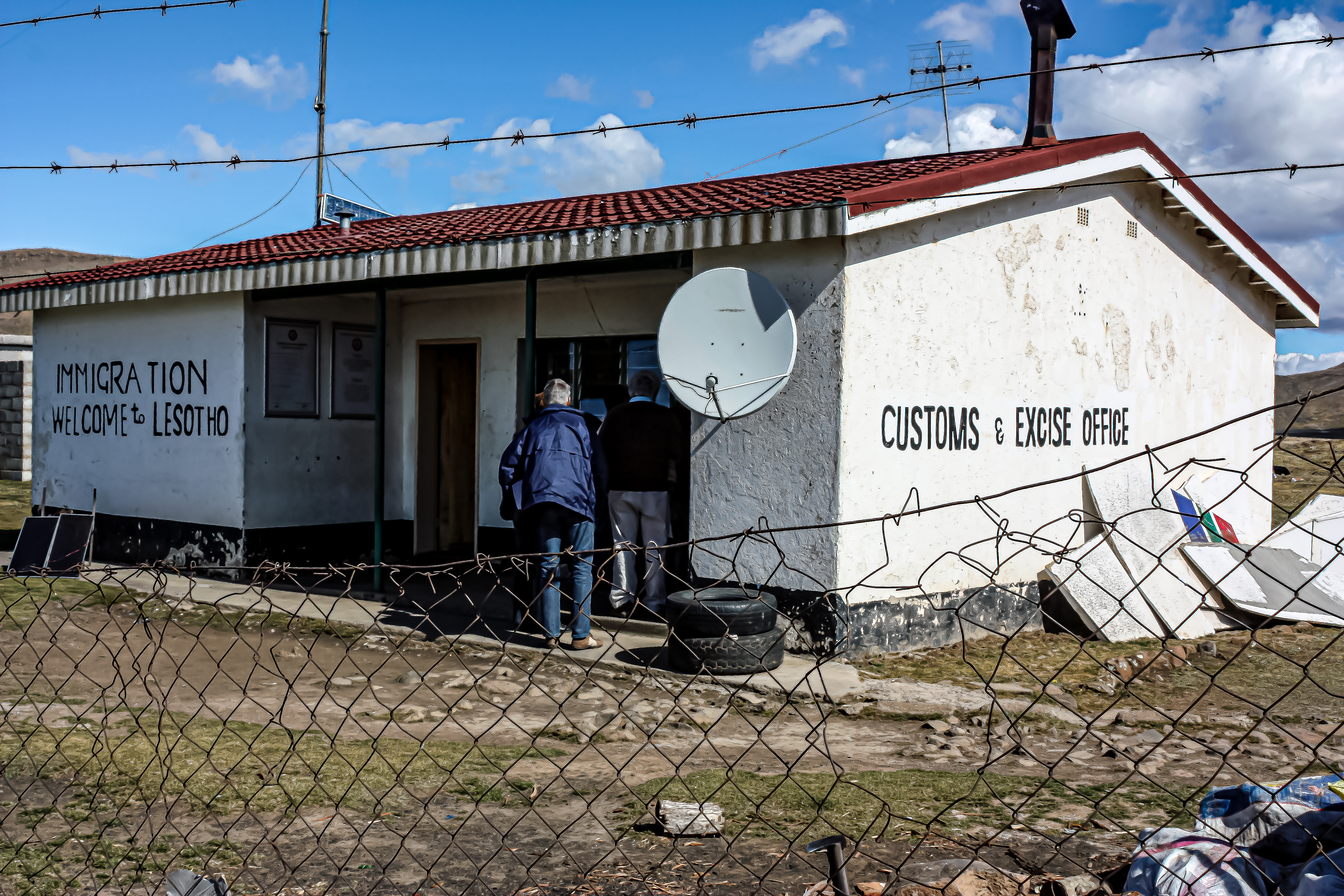
Poste-frontière au col Sani
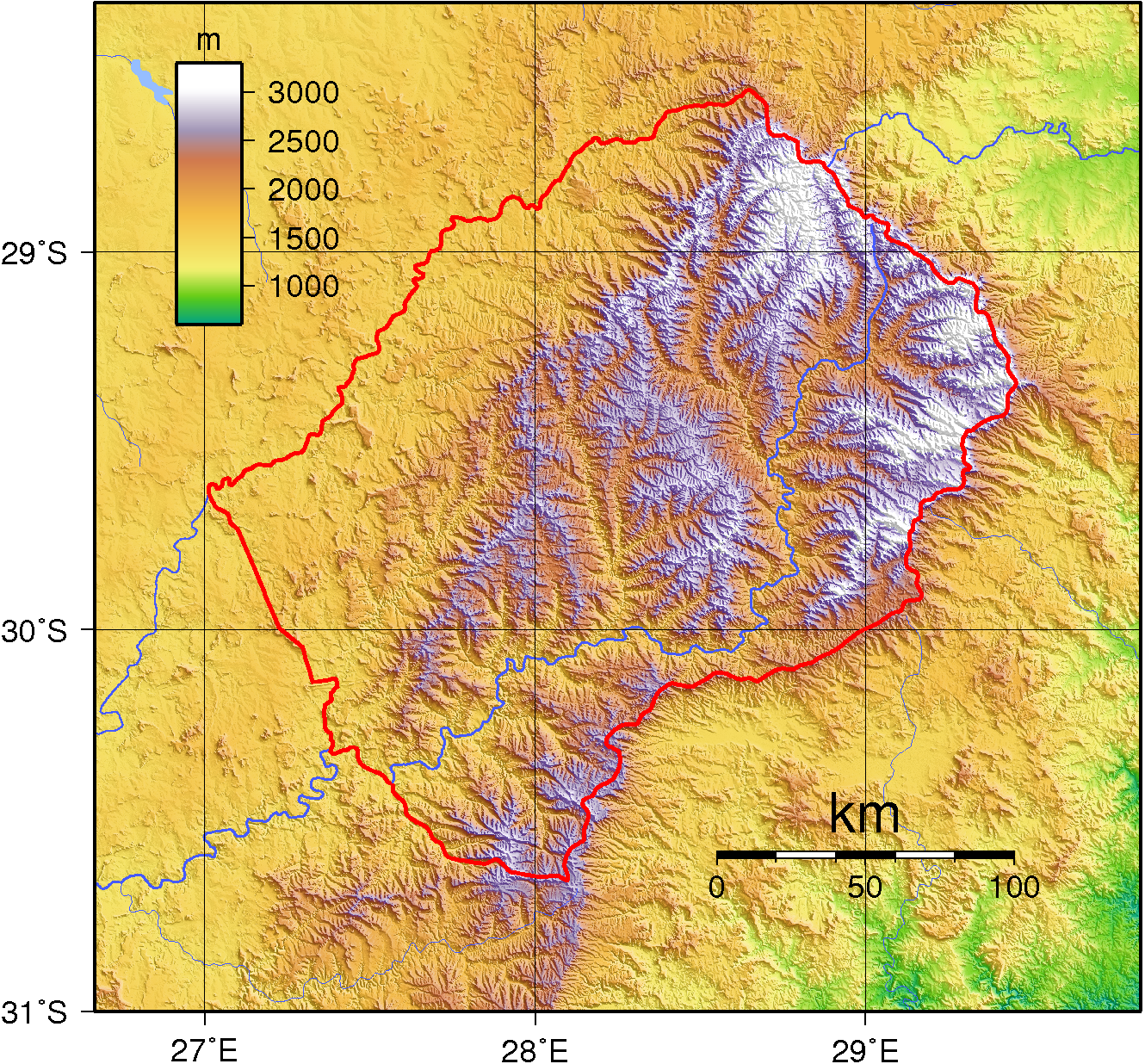
gaucheopographie du Lesotho
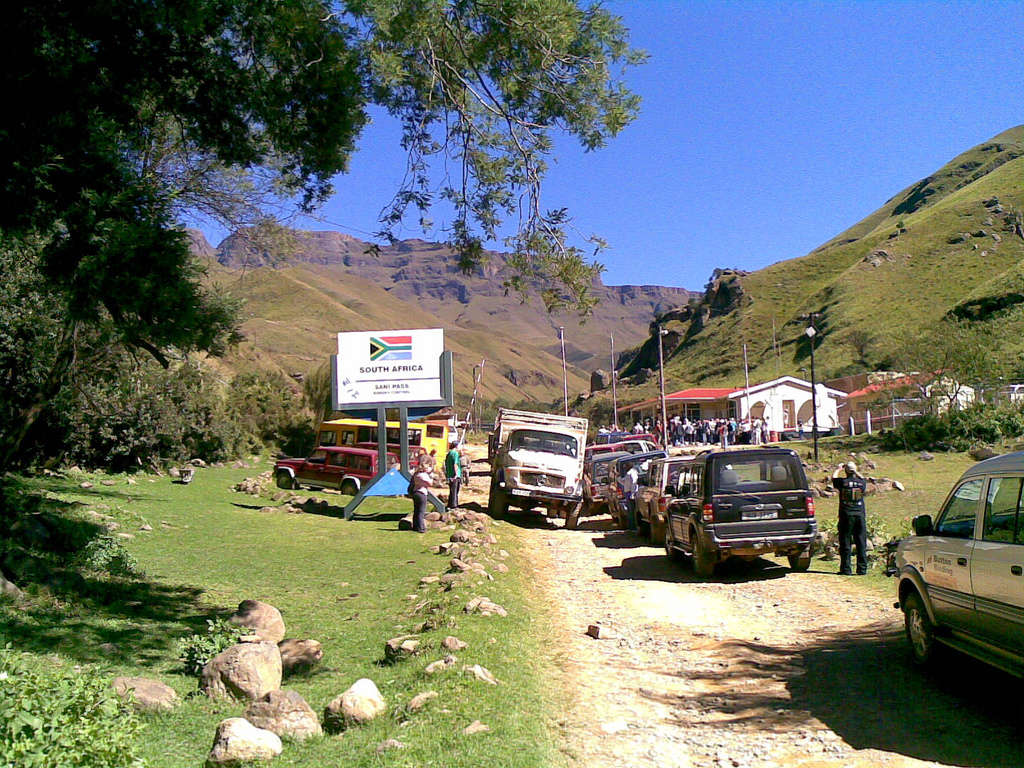
Entrée en Afrique du Sud depuis le Lesotho par la Sani Pass